# هيسبانو-سويزا إتش إس.404
هيسبانو-سويزا إتش إس.404 (بالفرنسية: Hispano-Suiza HS.404)‏هو مدفع مضاد للطائرات من صنع شركة هيسبانو-سويزا. استخدم المدفع في طائرات سلاح الجو والقوات البرية الفرنسية والبريطانية والأمريكية خلال الحرب العالمية الثانية، المدفع من عيار 20 ملم.